# Robert Alter
Robert Bernard Alter (1935) é um professor universitário de hebraico e literatura comparada. Leciona, desde 1967, na Universidade da Califórnia em Berkeley. Em 2010, foi nomeado Doutor de Humanidades pela Universidade Yale. Escreveu 23 livros, incluindo uma tradução da bíblia hebraica para a língua inglesa.